# La Bresse
La Bresse er en hønserace, der stammer fra Frankrig.
Hanen vejer 2,5-3 kg og hønen vejer 2-2,5 kg. De lægger hvide æg à 50-55 gram. Racen findes ikke i dværgform. Den hvide og mest almindelige variant af racen er med sine blå ben, hvide fjerdragt og røde kam hønen, der svarer til det franske flag.

## Farvevariationer
- Hvid
- Grå
- Sort
- Blå

## Galleri
- Aire-Poulet-de-Bresse